# Neolindbergia veloirae
Neolindbergia veloirae là một loài Rêu trong họ Pterobryaceae. Loài này được H. Akiy. miêu tả khoa học đầu tiên năm 1991.